# Шиндлер, Ян
Ян Шиндлер (чеш. Jan Schindler; род. 4 сентября 1978, Хеб, Западночешский край) — чешский гребец, выступавший за сборную Чехии по академической гребле в 1996—2007 годах. Чемпион Европы, призёр этапов Кубка мира, победитель и призёр первенств национального значения, участник летних Олимпийских игр в Афинах.

## Биография
Ян Шиндлер родился 4 сентября 1978 года в городе Хеб, Чехословакия. Занимался академической греблей в Праге в столичном клубе «Дукла».
Впервые заявил о себе на международном уровне в сезоне 1995 года, когда вошёл в состав чешской национальной сборной и выступил на юниорском мировом первенстве в Познани, где стал одиннадцатым в восьмёрках и в распашных рулевых четвёрках.
В 1996 году был шестым в восьмёрках на чемпионате мира в Глазго.
На чемпионате мира 2002 года в Севилье занял 11-е место в безрульных четвёрках.
На чемпионате мира 2003 года в Милане стал 11-м в восьмёрках.
Благодаря череде удачных выступлений удостоился права защищать честь страны на летних Олимпийских играх 2004 года в Афинах — в программе четвёрок без рулевого вместе с соотечественниками Якубом Маковичкой, Петром Витасеком и Карелом Неффе сумел квалифицироваться лишь в утешительный финал В — расположился в итоговом протоколе соревнований на восьмой строке.
После афинской Олимпиады Шиндлер остался действующим спортсменом на ещё один олимпийский цикл и продолжил принимать участие в крупнейших международных регатах. Так, в 2005 году в четвёрках без рулевого он выиграл бронзовую медаль на этапе Кубка мира в Итоне, показал восьмой результат на чемпионате мира в Гифу.
В 2006 году в двойках без рулевого был девятым на чемпионате мира в Итоне.
В 2007 году в восьмёрках превзошёл всех соперников на чемпионате Европы в Познани, тогда как в безрульных двойках отметился выступлением на чемпионате мира в Мюнхене, где занял итоговое 15-е место.